# Olga
Olga er et pigenavn og er den russiske form af navnet Helga.

## Kendte personer med navnet
- Olga af Kijev (ca. 890-969), russisk regent og helgen af nordisk oprindelse.
- Olga Alexandrovna (1882-1960), storhertuginde af Rusland.
- Olga af Grækenland og Danmark (1903-1997), græsk og senere jugoslavisk prinsesse.
- Olga Korbut (født 1955), sovjetisk/hviderussisk gymnast.
- Olga Ott (1871-1929), dansk forfatter.
- Elga Olga Svendsen (1906-1992), dansk skuespiller og sanger.
- Olga Svendsen (1883-1942), dansk sanger og skuespiller, mor til Elga Olga Svendsen.